# Triodia intermedia
Triodia intermedia är en gräsart som beskrevs av Edwin Cheel. Triodia intermedia ingår i släktet Triodia och familjen gräs. Inga underarter finns listade i Catalogue of Life.